# Sarusuberi
Autre
Sarusuberi (百日紅) est un manga de Hinako Sugiura, paru entre 1983 et 1987 dans le magazine Weekly Manga Sunday.
Le manga est adapté en un film d'animation japonais, Miss Hokusai (百日紅 〜Miss HOKUSAI〜, Sarusuberi MISS HOKUSAI), réalisé par Keiichi Hara et sorti au Japon le 9 mai 2015.

## Synopsis
Le manga relate la vie d'Katsushika Ōi, l'une des filles du peintre Katsushika Hokusai, celle qui l'a aidé dans ses œuvres.